# Cahan
Cahan (ka.ɑ̃ⓘ) es una población y comuna francesa, situada en la región de Baja Normandía, departamento de Orne, en el distrito de Argentan y cantón de Athis-de-l'Orne.

## Demografía
| 279 | 250 | 205 | 223 | 211 | 187 |
| Para los censos de 1962 a 1999 la población legal corresponde a la población sin duplicidades (Fuente: INSEE [Consultar]) |     |     |     |     |     |